# Lol:-) (serie de televisión)
Lol:-) (distribuido también como LOL: Riendo a Carcajadas) es un programa de comedia canadiense creada por Pierre Paquin, Denis Savard y Daniel Michaud. Se estrenó el 27 de febrero de 2011 en Quebec. 
Se transmitió originalmente por The Comedy Network y la CTV Dos en Canadá. La serie logró ser transmitida en más de 40 países en todo el mundo.

## Formato
LOL :-) es una serie única de clips de comedia visual sin diálogo. En ella abordan diversos comportamientos humanos y situaciones de la vida cotidiana mientras encarnan a un amplio abanico de excéntricos individuos. Grabada no solo en Canadá, sino también en México, Francia y Reino Unido.
Cada clip tiene un promedio de 15 a 90 segundos de longitud. Las estrellas son comúnmente Réal Bosse, Martin Drainville, Antoine Vézina, Sylvie Moreau, Sharlene Royer y Julie Ménard, además de algunos otros.

## Elenco
- Réal Bossé
- Sylvie Moreau
- Antoine Vézina
- Julie Ménard
- Martin Drainville
- Louis-Philippe Beauchamp
- Sharlene Royer
- Yannick Guiraud

## Temporadas
| Temporada         | Episodios | Transmisión |
| ----------------- | --------- | ----------- |
| Primera Temporada | 14        | 2011        |
| Segunda Temporada | 14        | 2012        |
| Tercera temporada | 14        | 2013        |
| Cuarta temporada  | 14        | 2014        |
| Quinta temporada  | 14        | 2015        |
| Sexta temporada   | 14        | 2016        |